# Armando Lira
Armando Lira Sepúlveda (Yungay, Chile, 1893 - Caracas, Venezuela, 1959) fue un pintor chileno.

## Biografía
Durante su educación primaria y secundaria, trabajó con Walterio Millar en la Provincia de Ñuble, fundando el periódico El Colegial en la Escuela Pública de Yungay, y la revista Ratos Ilustrados en el Liceo de Hombres de Chillán. Sus primeras lecciones de pintura, fueron de parte del artista Gumercindo Oyarzo, lo cual le significó a futuro, ser miembro honorario del Grupo Tanagra.
Sus cursos superiores de Pedagogía en Artes Plásticas, los realizó en Santiago de Chile, en la Escuela de Bellas Artes y el Instituto Pedagógico de Santiago, lugares en que aprendió de Borís Grigóriev, Juan Francisco González y Pablo Burchard.
Viajó a París en 1928 y luego a Bruselas, donde aprendió técnicas de pintura de las nuevas corrientes que se gestaban a principios del siglo XX, bajo la tutela de André Lhote.
A partir de 1936, residió en Venezuela, con el fin de reorganizar la educación artística del país, fundando la Escuela de Bellas Artes Cristóbal Colón de Caracas. Se relacionó con otros artistas como Gabriel Bracho y Claudio Cedeño, con quienes fundó el Grupo Paracotos, un taller de defensa del Realismo en Paracotos. En 1956 se le otorga el Premio Nacional de Pintura de Venezuela.
Se desempeñó como profesor de la Escuela Normal Superior José Abelardo Núñez y la Escuela de Artes Aplicadas, actual Escuela de Diseño de la Universidad de Chile.